# Dương Khiết
Dương Khiết (chữ Hán: 楊潔, bính âm: Yáng Jié, tiếng Anh: Yang Jie; 7 tháng 4 năm 1929 – 15 tháng 4 năm 2017) là một nữ đạo diễn người Trung Quốc. Bà sinh ra tại Hồ Bắc, Trung Quốc và là người đồng hương với chồng bà Vương Sùng Thu. Ngày 15 tháng 4 năm 2017, bà qua đời và được an táng tại Nhà tang lễ Bát Bảo ở Bắc Kinh. Trong suốt sự nghiệp trải dài hai thập kỷ, bà đã thực hiện 11 bộ phim truyền hình, trong đó nổi tiếng nhất là Tây du kí (1986) và kết thúc sự nghiệp với phần hai của loạt phim này. Bà còn được coi là thế hệ đạo diễn và nghệ sĩ truyền hình đầu tiên của làng giải trí Hoa ngữ.

## Xuất thân
Dương Khiết sinh ngày 7 tháng 4 năm 1929 tại tỉnh Hồ Bắc, Trung Quốc. Khi còn nhỏ, bà không đến trường mà ở được bố dạy học ngay tại nhà. Bà cũng không theo học một trường lớp chính quy nào về làm phim. Qua quá trình tự mày mò, Dương Khiết học hết các tài liệu của học viện Điện ảnh.

## Sự nghiệp phim

### Hý kịch và truyền hình
Dương Khiết khởi nghiệp là một phát thanh viên và làm đạo diễn trên sân khấu Hý kịch. Năm 1980, bà mới bắt đầu làm đạo diễn phim truyền hình với bộ phim đầu tay Lao Sơn đạo sĩ.
Vào tháng 11 năm 1981, trong buổi họp báo quảng bá cho bộ phim "Hồng Lâu Mộng" của đạo diễn Vương Phù Lâm, Phó giám đốc CCTV là Hồng Dân Sinh đã đưa ra đề nghị mời Dương Khiết dàn dựng loạt phim dài kỳ Tây du kí và bà cũng nhận lời đồng ý. Dương Khiết đã mất 6 năm từ năm 1982 – 1988 để thực hiện và hoàn thành toàn bộ phần đầu tiên của Tây du ký. 11 tập phim đầu được hoàn thành trong bốn năm đầu tiên, còn 14 tập còn lại được làm trong 2 năm từ 1986 – 1988. Năm 1987, khảo sát của CCTV cho thấy bộ phim ăn khách khủng khiếp đã đạt tỷ suất khán giả 89,4 %. Tuy nhiên vì vốn kinh phí làm phim lên tới 3 triệu nhân dân tệ khiến nhà đài gặp khó, Dương Khiết đã phải đi vận động khắp nơi để có thêm kinh phí, nhưng cũng chỉ hoàn thành 25 tập so với 30 tập dự định. Năm 1999 – 2000, Dương Khiết đã cải biên năm tập còn thiếu ở phần đầu thành phần hai của loạt phim với 16 tập, quy tụ toàn bộ các diễn viên ở phần một. Năm 2000 khi Tây du ký 2 ra mắt, tác phẩm nhận được nhiều đánh giá trái chiều và kết thúc sự nghiệp làm phim của Dương Khiết.
Ngoài Lao sơn đạo sĩ và hai phần của loạt phim Tây du ký, Dương Khiết còn thực hiện một số phim truyền hình khác như Tế Điên Hòa Thượng (1990), Minh Thái Tổ (1993)... nhưng không thể nào thành công như Tây du ký, tác phẩm đã trở thành kinh điển gắn bó với tên tuổi của bà trong suốt 30 năm qua. Kể từ khi ra mắt năm 1986, bộ phim đã được phát đi phát lại hơn 2000 lần trên sóng truyền hình Trung Quốc. Cho đến nay, Tây du ký 1986 vẫn được coi là bộ phim truyền hình thành công nhất trong lịch sử phim ảnh Trung Hoa, mà đến nay chưa có phiên bản nào vượt qua.

## Qua đời
Sức khỏe của Dương Khiết từ trẻ đã không tốt, từ năm 14 tuổi bà đã bị mắc bệnh phổi. Ngày 15 tháng 4 năm 2017, Dương Khiết qua đời sau một thời gian hôn mê sâu, thọ 88 tuổi. Lễ tang của bà được tổ chức tại nhà tang lễ Bát Đảo vào ngày 21 tháng 4. Một số diễn viên từng góp mặt trong Tây du ký đã tham gia lễ truy điệu của bà, trong đó có Mã Đức Hoa (vai Trư Bát Giới), Lục Tiểu Linh Đồng (vai Tôn Ngộ Không), Vương Bá Chiêu (vai Bạch Long Mã), Từ Thiếu Hoa (vai Đường Tăng), Triệu Hân Bồi (vai Hồng Hài Nhi).. Ngoài ra tham dự buổi lễ còn có Trương Kỷ Trung, nhà sản xuất của Tây du ký phiên bản 2011.

## Giải thưởng
- Năm 1988, Dương Khiết được trao giải Flying Apsaras cho phim truyền hình chính kịch và giải thưởng truyền hình Kim Ưng cho hạng mục giải Đặc biệt. Cùng năm đó bà cũng được vinh danh trong tốp 10 đạo diễn quốc gia và đạo diễn phim truyền hình xuất sắc nhất.
- Năm 2010, Dương Khiết được Hội ủy viên công tác đạo diễn truyền hình Trung Quốc trao giải thưởng "Cống hiến kiệt xuất".[8][18]

## Sách
- Năm 2012, Dương Khiết cho xuất bản cuốn hồi ký Đường đi ở phương nào?.[19]
- Năm 2014, cuốn tự truyện Tự thuật của Dương Khiết: 9981 nạn được Dương Khiết xuất bản và nhận được nhiều độc giả đón nhận.[20]

## Hôn nhân
- Năm 1949, Dương Khiết kết hôn lần đầu với Tuần Truyền Cơ, dù bị cha mẹ phản đối kịch liệt. Họ chia tay sau 10 năm chung sống.[21]
- Năm 1969, bà tái hôn với Vương Sùng Thu, nhà quay phim của Tây Du Ký và kém bà đến 14 tuổi.[7]